# Jeff Hughes
Jeffrey Edward Hughes (ur. 29 maja 1985 w Larne) – północnoirlandzki piłkarz grający na pozycji lewego pomocnika we Fleetwood Town.
Hughes rozegrał 2 spotkania w reprezentacji Irlandii Północnej. Zadebiutował w niej 21 maja 2006 roku w przegranym 0-1 spotkaniu towarzyskim z Urugwajem, które rozegrano w New Jersey.